# Walter Proost
Walter Proost (Beveren-Waas, 30 augustus 1951) is een Belgisch dirigent.

## Biografie
Hij kreeg zijn opleiding aan het Koninklijk Vlaams Conservatorium in Antwerpen; hij studeerde er muziektheorie, piano, slagwerk en directie. In 1972 behaalde hij er eerste prijzen voor notenleer en slagwerk. Verder studeerde hij in de periode 1975-1978 directie bij Jan Stulen en in 1978/1979 bij Leonard Bernstein tijdens een studiereis door Japan en de Verenigde Staten. Die samenwerking met Stulen kwam tot stand omdat hij sinds 1973 op de loonlijst stond van een omroeporkest van de NOS, waar Stulen de baton had.
Hoogtepunt in zijn loopbaan is naar eigen zeggen de optredens vanaf 1999 met het Royal Philharmonic Orchestra, onder andere in de Royal Albert Hall; hij werd daarna enige tijd gastdirigent van dat orkest.
Met het European Philharmonia voert hij zowel klassieke muziek uit als crossover tussen klassieke muziek en rock- en popmuziek. Die laatste worden verzorgd onder de noemer van “In symphony" (bijvoorbeeld Pink Floyd in symphony).
Van Proost zijn diverse opnamen in omloop.

## Orkesten
- 1978-1989: algemeen en artistiek directeur Vlaamse Kameropera, Antwerpen
- 1994-1998: artistiek directeur Symfonieorkest van San Remo
- vanaf 1998 regelmatig concerten met het Niederösterreichisches Tonkünstler-Orkester
- vanaf 1999 regelmatig concerten met Orchestra Filarmonica Italiana (Piacenza)
- vanaf 1999 regelmatig concerten met het symfonieorkest van de Sloveens omroep (Ljubljana)
- 2000-2005: Orchestra Sinfonica delle Provincia di Bari
- 2006-2013: regelmatig concerten met het Orkest der Lage Landen, onder meer twee concerten met Placido Domingo
- 2013: concerten met het dan opgerichte Euorpean Philarmonia
- 2014-2018: gastdirigent bij het Sint-Petersburgs Filharmonisch Orkest
- gastdirigent bij Philharmonisch orkest van Seoel
- gastdirigent bij Philharmonisch Orkest van Nagoya